# Majotori
Majotori es un videojuego de trivia creado por la empresa indie española Majorariatto. Fue anunciado en Steam Greenlight el 25 de noviembre de 2015, y tan solo unos meses después, en febrero de 2016, fue lanzada la primera versión, aunque la versión actualmente disponible en Steam fue lanzada el 28 de marzo de 2017. Está disponible en PC (con los sistemas operativos Windows, macOS y Linux) a través de Steam e Itch.io y en teléfonos móviles (con los sistemas operativos Android e iOS) a través de Google Play y App Store.
El título del juego procede de la fusión de tres palabras japonesas; "Majo" (魔女), que significa bruja; y "Toribia" (トリビア) y "Torihiki" (取引), que significan trivia y trato, respectivamente.

## Gameplay
El videojuego cuenta distintas historias de diferentes personajes. El jugador puede elegir a cualquier personaje; una vez elige al personaje que le interesa, el videojuego cuenta su historia, y muestra, además, el problema por el que el personaje está pasando o, en su defecto, cuál es el objetivo que el personaje quiere conseguir. Afortunadamente para ellos, aparece una bruja con poderes mágicos llamada Lariat, y le ofrece la solución de sus problemas a los personajes con la única condición de que jueguen un pequeño minijuego con ella: preguntas de trivia. Aquí es donde entra el jugador en acción: a este le aparecerán nueve preguntas de selección múltiple (cada una de ellas con cuatro respuestas distintas), todas ellas relacionadas con los videojuegos, el cine, el anime o sobre cultura general (la probabilidad de cada tema de preguntas puede configurarse en los ajustes). Cuando el jugador ya ha respondido a todas las preguntas, las respuestas (correctas e incorrectas) se posicionan en una ruleta, la cual da vueltas hasta parar, aleatoriamente, en el resultado (correcto o incorrecto) de la selección de una respuesta. Si la ruleta cayó en una respuesta respondida de forma correcta, algo bueno le pasará al personaje; si no, la historia del personaje no avanzará por un buen camino.

## Alcance
Varios youtubers jugaron y grabaron gameplays del videojuego; a modo de agradecimiento, el desarrollador publicó una recopilación en YouTube de estos videos.
En la Tokyo Game Show de 2019 le fue otorgado un espacio a Majorariatto tras haber aplicado para mostrar su videojuego Majotori en el área de videojuegos independientes. Sin embargo, solo se vendió una copia del juego durante el evento y durante las semanas posteriores a este.

## Reseña
En Steam cuenta con más de 1000 reseñas, la mayoría de ellas siendo «extremadamente positivas». En Google Play ha sido calificado por más de 2000 personas, llegando a una puntuación de 4,9 de 5. En App Store tiene poco más de 40 valoraciones, con una puntuación de 4,8 de 5.